# Sender Hochberg
Auf dem 775 Meter hohen Gipfel des Hochbergs befindet sich eine Sendeanlage des Bayerischen Rundfunks. Diese wurde um das Jahr 1954 als Füllsender geplant und schließlich 1960 errichtet, um die nahen Alpentäler und den östlichen Chiemgau als auch das westliche Berchtesgadener Land zu versorgen. Bei gutem Wetter und Überreichweiten reicht das Signal des Senders sogar bis in die Hochlagen des Bayerischen Waldes, regulär kann es sogar im Osten der Landeshauptstadt München empfangen werden.
Seit einigen Jahren dient der Standort auch einigen Mobilfunkbetreibern als Richtfunkknoten und Sendestation. Traunsteiner Funkamateure betreiben dort auf 439,125 MHz ein analoges Relais mit Anbindung an den weltweiten EchoLink-Dienst.
Seit dem 9. November 2009 war bis zur Abschaltung ein Füllsender für DVB-T in Betrieb. Zeitgleich zur Umstellung auf DVB-T wurde die analoge TV-Ausstrahlung vom Rauschberg und Schnaitsee eingestellt. Aktuell wird vom Sender Hochberg im Standard DVB-T2 gesendet.

## Frequenzen und Programme

### Digitales Radio (DAB+)
DAB wird in vertikaler Polarisation und im Gleichwellenbetrieb mit anderen Sendern ausgestrahlt:
| Block                        | Programme (Datendienste) | ERP (kW) | Antennen- diagramm rund (ND), gerichtet (D) | Polarisation horizontal (H)/ vertikal (V) | Gleichwellennetz (SFN) |
| ---------------------------- | --- | -------- | ------------------------------------------- | ----------------------------------------- | --- |
| 5C DR Deutschland (D__00188) | DAB-Block der Media Broadcast: - Absolut relax (72 kbps) - Dlf (104 kbps) - Dlf Kultur (112 kbps) - Dlf Nova (104 kbps) - DRadio DokDeb (48 kbps) - Energy Digital (72 kbps) - ERF Plus (64 kbps) - Klassik Radio (72 kbps) - Radio Bob (72 kbps) - Radio Horeb (48 kbps) - Radio Schlagerparadies (64 kbps) - Schwarzwaldradio (64 kbps) - sunshine live (72 kbps) - DRadio Daten (32 kbps Daten) - EPG Deutschland (16 kbps Daten) - TPEG (16 kbps Daten) - TPEG_MM (16 kbps Daten) | 8        | N                                           | V                                         | - Baden-Württemberg: Aalen, Baden-Baden (Fremersberg), Bad Mergentheim, Blauen, Brandenkopf, Donaueschingen, Feldberg im Schwarzwald, Freiburg (Vogtsburg-Totenkopf), Geislingen (Oberböhringen), Großerlach (Hohe Brach), Heidelberg (Königstuhl), Heilbronn (Schweinsberg), Hochrhein (Rickenbach), Hornisgrinde, Pforzheim (Schömberg-Langenbrand), Raichberg, Ravensburg (Höchsten), Reutlingen, Stuttgart (Frauenkopf), Ulm (Kuhberg) - Bayern: Amberg (Hirschau), Aschaffenburg (Pfaffenberg), Augsburg (Hotelturm), Bad Tölz (Gaißach), Balderschwang, Bamberg (Geisberg), Büttelberg, Brotjacklriegel, Dillberg, Grünten, Herzogstand, Hochberg (Traunstein), Hoher Bogen, Inntal (Ebbs), Ingolstadt (Gelbelsee), Kreuzberg/Rhön, Landshut (Altdorf), München (Olympiaturm), Nennslingen (Büchelberg), Nürnberg, Oberammergau, Ochsenkopf, Passau, Pfänder, Pfaffenhofen, Pfarrkirchen, Pfronten, Regensburg (Hohe Linie), Unterringingen, Untersberg, Wendelstein (Bayrischzell), Würzburg (Frankenwarte) - Berlin: Berlin (Alexanderplatz), Berlin (Scholzplatz) - Brandenburg: Bad Belzig, Booßen, Brandenburg/Havel, Calau, Casekow, Cottbus, Eberswalde (geplant), Eisenhüttenstadt, Neuruppin (geplant), Petkus, Pritzwalk, Templin - Bremen: Bremen (Walle), Bremerhaven-Schiffdorf - Hamburg: Hamburg (Moorfleet), Hamburg (Heinrich-Hertz-Turm) - Hessen: Bad Hersfeld (Rimberg), Biedenkopf (Sackpfeife), Fulda (Hummelskopf), Frankfurt (Europaturm), Gelnhausen (Schnepfenkopf), Gießen (Dünsberg), Großer Feldberg, Hardberg, Hohe Wurzel, Hoher Meißner, Kassel (Habichtswald), Mainz-Kastel - Mecklenburg-Vorpommern: Garz (Rügen), Güstrow, Malchin, Neubrandenburg-Süd, Neustrelitz (geplant), Rostock (Toitenwinkel), Röbel, Schwerin (Zippendorf-Gr.Dreesch), Torgelow, Wismar/Rüggow, Züssow - Niedersachsen: Aurich-Popens, Braunschweig (Broitzem), Braunschweig (Drachenberg), Cuxhaven-Stadt, Dannenberg, Göttingen (Bovenden-Osterberg), Hannover (Telemax), Lingen, Lüneburg-Neu Wendhausen, Molbergen-Peheim, Osnabrück (Bramsche-Schleptruper Egge), Hildesheim (Sibbesse), Steinkimmen, Uelzen, Visselhövede, Wilhelmshaven - Nordrhein-Westfalen: Aachen (Karlshöhe), Bergneustadt-Wiedenest (R), Bielefeld (Hünenburg), Bonn (Venusberg), Dortmund (Florianturm), Düsseldorf (Rheinturm), Eggegebirge, Herscheid, Hochsauerland (Hunau), Hürtgenwald-Großhau, Köln (Colonius), Langenberg, Lügde-Rischenau (Köterberg), Meschede (geplant), Minden (Jakobsberg), Münster (Fernmeldeturm), Schöppingen, Siegen-Süd, Wesel - Rheinland-Pfalz: Bad Kreuznach (Schanzenkopf), Bad Marienberg (Westerwald), Bornberg, Daun (Eifel), Edenkoben (Kalmit), Heckenbach-Schöneberg (Ahrweiler), Haardtkopf (geplant), Idar-Oberstein, Kaiserslautern, Kettrichhof, Koblenz (Kühkopf), Schnee-Eifel (geplant), Trier (Petrisberg) - Saarland: Merzig-Merchingen, Saarbrücken (Schoksberg) - Sachsen: Chemnitz, Dresden, Geyer, Leipzig, Löbau, Neustadt, Niederschöna (geplant), Oschatz, Schöneck, Zwickau Ost - Sachsen-Anhalt: Brocken, Burg, Dequede, Petersberg, Pettstädt (Weißenfels), Schneidlingen, Wittenberg - Schleswig-Holstein: Bungsberg, Bredstedt (geplant), Flensburg, Garding (geplant), Heide, Helgoland, Hennstedt, Itzehoe (geplant), Kiel (Kronshagen), Lübeck (Stockelsdorf), Schleswig, Niebüll (Süderlügum), Westerland (Sylt) - Thüringen: Bleßberg (Sonneberg), Erfurt-Hochheim, Gera, Inselsberg, Jena (Oßmaritz), Kulpenberg, Lobenstein (Sieglitzberg), Saalfeld (Remda), Weimar (Ettersberg) |
| 7A Oberbayern Süd (D__00406) | DAB-Block der Bayern Digital Radio: - 106.4 TOP FM (80 kbps) - Radio Oberland (96 kbps) - Charivari (RO) (96 kbps) - Radio Galaxy (RO) (96 kbps) - AlpinFM (96 kbps) - Bayernwelle (96 kbps) - Radio ISW (80 kbps) - Radio Alpenwelle (96 kbps) - Münchner Kirchenradio (80 kbps) | 10       | N                                           | V                                         | Bad Tölz (Gaißach), Berchtesgaden (Jenner) (R), Herzogstand (Fahrenbergkopf), Hochberg (Traunstein), Hohenpeißenberg, Inntal (Ebbs), Isen, Neuötting, Oberammergau, Reit im Winkl, Untersberg, Tegernseer Tal (Wallberg), Wasserburg am Inn (Koblberg) (geplant), Wendelstein (Bayrischzell) |
| 10A Obb/Schw (D__00354)      | DAB-Block der Bayern Digital Radio: - Bayern 1 (Schwaben) (96 kbps) - Bayern 1 (Mainfranken) (96 kbps) - BR24live (64 kbps, Mono) - Radio Teddy (72 kbps) - egoFM (72 kbps) - Arabella Bayern (96 kbps) - Rock Antenne Bayern (72 kbps) - BR EPG (8 kbps Daten) - BR News (8 kbps Daten) | 4        | N                                           | V                                         | - Oberbayern: Bad Tölz (Gaißach), Berchtesgaden (Jenner) (R), Eichstätt, Fürstenfeldbruck (Schöngeising), Gelbelsee (Ingolstadt), Herzogstand (Fahrenbergkopf), Hochberg (Traunstein), Hohenpeißenberg, Inntal (Ebbs), Isen, München-Freimann, München-Ismaning, München (Olympiaturm), Neuötting, Oberammergau, Pfaffenhofen (Wolfsberg), Reit im Winkl, Untersberg, Tegernseer Tal (Wallberg), Wasserburg am Inn (Koblberg), Wendelstein (Bayrischzell) - Schwaben: Augsburg (Hotelturm), Augsburg (Welden), Balderschwang (Oberberg) (R), Grünten, Hühnerberg, Kaufbeuren (geplant), Markt Wald, Memmingen, Pfänder (Vorarlberg), Pfronten (Breitenberg), Ulm (Kuhberg) |
| 11D Bayern (D__00165)        | DAB-Block des Bayerischen Rundfunks: - Bayern 1 (Oberbayern) (96 kbps) - Bayern 1 (Niederbayern/Oberpfalz) (96 kbps) - Bayern 1 (Franken) (96 kbps) - Bayern 2 (96 kbps) - Bayern 3 (96 kbps) - BR-Klassik (144 kbps) - BR24 (72 kbps, Mono) - BR Schlager (96 kbps) - Puls (96 kbps) - BR Heimat (128 kbps) - BR Verkehr (16 kbps, Mono) - Antenne Bayern (80 kbps) - BR EPG (8 kbps Daten) - ARD TPEG (24 kbps)                                                                     | 10       | N                                           | V                                         | - Unterfranken: Alzenau (Hahnenkamm), Burgsinn (Main-Spessart), Dettelbach, Ebern, Frammersbach (Sauerberg) (geplant), Gemünden, Hammelburg, Kreuzberg (Rhön), Miltenberg-Wenschdorf, Neustadt am Main, Obernburg am Main, Ostheim (Heidelberg), Pfaffenberg (Aschaffenburg), Schweinfurt (Schonungen), Volkach, Wertheim, Würzburg (Frankenwarte), Zeil am Main - Oberfranken: Bad Steben, Bamberg (Geisberg), Burgwindheim (geplant), Coburg (Eckardtsberg), Hof (Labyrinthberg), Kronach, Kulmbach, Ludwigsstadt (Ebersdorf), Ochsenkopf (Fichtelgebirge), Pegnitz - Mittelfranken: Ansbach (geplant), Büttelberg, Hesselberg, Hersbruck, Nürnberg (Fernmeldeturm), Rothenburg ob der Tauber, Treuchtlingen, Weißenburg - Oberpfalz: Altenstadt, Amberg (Hirschau), Amberg-Süd, Dillberg (Neumarkt), Fuchsmühl, Geigant, Hoher Bogen (Furth im Wald), Hohe Linie (Regensburg), Kallmünz (geplant), Pfreimd, Schönsee (Drechselberg), Weigendorf - Niederbayern: Brotjacklriegel, Deggendorf (Aletsberg), Dingolfing, Einödriegel, Kelheim, Landshut (Altdorf), Mainburg, Mallersdorf-Pfaffenberg, Oberfrauenwald, Passau (Kühberg), Pfarrkirchen, Rattenberg, Rotthalmünster, Viechtach (Weigelsberg) (geplant), Vilsbiburg - Schwaben: Augsburg (Hotelturm), Augsburg (Welden), Balderschwang (Oberberg) (R), Grünten, Hühnerberg (Harburg), Kaufbeuren (geplant), Markt Wald, Memmingen, Pfänder (Vorarlberg), Pfronten (Breitenberg), Ulm (Kuhberg) - Oberbayern: Bad Tölz (Gaißach), Berchtesgaden (Jenner) (R), Eichstätt, Fürstenfeldbruck (Schöngeising), Gelbelsee, Herzogstand (Fahrenbergkopf), Hochberg (Traunstein), Hohenpeißenberg, Inntal (Ebbs), Isen, München-Freimann, München-Ismaning, München (Olympiaturm), Neuötting, Oberammergau (Laber), Pfaffenhofen (Wolfsberg), Pfaffenhofen (BR), Reit im Winkl, Untersberg (Salzburg), Tegernseer Tal (Wallberg), Wasserburg am Inn (Koblberg), Wendelstein (Bayrischzell) |

### Analoges Radio (UKW)
In UKW werden folgende Programme ausgestrahlt:
| Frequenz (in MHz) | Programm   | RDS PS             | RDS PI                | Regionalisierung | ERP (in kW) | Antennendiagramm rund (ND)/gerichtet (D) | Polarisation horizontal (H)/vertikal (V) |
| ----------------- | ---------- | ------------------ | --------------------- | ---------------- | ----------- | ---------------------------------------- | ---------------------------------------- |
| 98,0              | Bayern 1   | BAYERN_1, B1_OBB__ | D311, D411 (regional) | Oberbayern       | 5           | ND                                       | H                                        |
| 91,5              | Bayern 2   | Bayern_2           | D312                  | -                | 5           | ND                                       | H                                        |
| 95,9              | Bayern 3   | BAYERN_3           | D313                  | -                | 5           | ND                                       | H                                        |
| 97,0              | BR-Klassik | BR-KLASS           | D314                  | -                | 5           | ND                                       | H                                        |
| 107,1             | BR24       | BR24____           | D315                  | -                | 5           | ND                                       | H                                        |

### Digitales Fernsehen (DVB-T2)
Seit dem 25. April 2018 wird DVB-T2 bzw. DVB-T2 HD auf folgenden Frequenzen ausgestrahlt:
| Kanal | Frequenz (in MHz) | Multiplex         | Programme im Multiplex | ERP (in kW) | Antennen- diagramm rund (ND)/ gerichtet (D) | Polari- sation horizontal (H)/ vertikal (V) | Modulations- verfahren | FEC | Guard- intervall | Bitrate (in MBit/s) | SFN                                                                                             |
| ----- | ----------------- | ----------------- | --- | ----------- | ------------------------------------------- | ------------------------------------------- | ---------------------- | --- | ---------------- | ------------------- | ----------------------------------------------------------------------------------------------- |
| 30    | 546               | ARD regional (BR) | - ARD-alpha HD - BR Fernsehen Süd HD - hr-fernsehen HD - MDR Thüringen HD - rbb Berlin HD/BR Fernsehen Nord HD 1) - SWR Fernsehen BW HD | 5           | D                                           | H                                           | 64-QAM                 | 3/5 | 19/128           | 21,56               | Wendelstein (Bayrischzell), Olympiaturm (München), Untersberg (Salzburg), Hochberg (Traunstein) |
| 31    | 554               | ARD Digital (BR)  | - Arte HD - Das Erste HD - One HD - Phoenix HD - tagesschau24 HD - NDR Fernsehen HD (Niedersachsen)                                     | 5           | D                                           | H                                           | 64-QAM                 | 3/5 | 19/128           | 21,56               | Wendelstein (Bayrischzell), Olympiaturm (München), Untersberg (Salzburg), Hochberg (Traunstein) |
| 34    | 578               | ZDFmobil          | - 3sat HD - KiKA HD - ZDF HD - ZDFinfo HD - ZDFneo HD                                                                                   | 5           | D                                           | H                                           | 64-QAM                 | 3/5 | 19/128           | 22                  | Wendelstein (Bayrischzell), Olympiaturm (München), Untersberg (Salzburg), Hochberg (Traunstein) |

  1)rbb Berlin außerhalb der Regionalzeiten des BR Fernsehens

### Ehemalige Frequenzen

#### Analoges Fernsehen (PAL)
Vor der Umstellung auf DVB-T diente der Sendestandort weiterhin für analoges Fernsehen (PAL):
| Kanal | Frequenz (MHz) | Programm                                   | ERP (kW) | Sendediagramm rund (ND)/ gerichtet (D) | Polarisation horizontal (H)/ vertikal (V) |
| ----- | -------------- | ------------------------------------------ | -------- | -------------------------------------- | ----------------------------------------- |
| 31    | 551,25         | ZDF                                        | 0,1      | D                                      | H                                         |
| 41    | 631,25         | Das Erste (BR)                             | 0,5      | D                                      | H                                         |
| 49    | 695,25         | Bayerisches Fernsehen (Schwaben/Altbayern) | 0,1      | D                                      | H                                         |

#### Digitales Fernsehen (DVB-T)
Bis zur Umstellung auf DVB-T2 wurden folgende Programme in DVB-T ausgestrahlt:
| Kanal | Frequenz (in MHz) | Multiplex                   | Programme im Multiplex                                                                                      | ERP (in kW) | Antennen- diagramm rund (ND) / gerichtet (D) | Polarisation horizontal (H) / vertikal (V) |
| ----- | ----------------- | --------------------------- | --- | ----------- | -------------------------------------------- | ------------------------------------------ |
| 49    | 698               | ARD Digital (BR)            | - Das Erste (BR) - ARTE - Phoenix - One                                                                     | 5           | D                                            | H                                          |
| 39    | 618               | ARD regional (BR) Südbayern | - Bayerisches Fernsehen (Schwaben/Altbayern) - ARD-alpha - SWR Fernsehen (Baden-Württemberg) - tagesschau24 | 5           | D                                            | H                                          |
| 42    | 642               | ZDFmobil                    | - ZDF - 3sat - KiKA (6–21 Uhr) / ZDFneo (21–6 Uhr) - ZDFinfo                                                | 5           | D                                            | H                                          |